# Chevalier d'un jour
Pour plus de détails, voir Fiche technique et Distribution.
Chevalier d'un jour (titre original : A Knight for a Day) est un court métrage d'animation américain réalisé par Jack Hannah, sorti le 8 mars 1946 aux États-Unis.
Produit par les studios Disney, ce dessin animé de la série de Dingo est distribué par RKO Radio Pictures.

## Synopsis
Dingo joue le rôle d'un page nommé Firmin (premier doublage) / Cédric (second doublage). Alors qu'il prépare le chevalier Messire de Faux filet (premier doublage) / Sir Cœur de steak pour une joute contre Sir Machiavélique  (premier doublage) / sir Suffisance dit Cul-de-plomb / Caleçon d'acier, un incident force Firmin / Cédric à prendre la place du chevalier. Il réussit à vaincre son opposant et obtient ainsi la main de la Princesse Esmerelda.

## Fiche technique
- Titre : Chevalier d'un jour
- Titre original : A Knight for a Day
- Autres titres[2] :
  - Brésil : Cavaleiro por um Dia
  - Suède : Jan Långben som riddare, Riddare för en dag
- Série : Dingo
- Réalisateur : Jack Hannah
- Scénario : Bill Peet[2],[3]
- Voix[2]: Pinto Colvig (Dingo)
- Animateur[2],[3] : Hugh Fraser, Eric Larson, John F. Reed, Judge Whitaker
- Décors : Thelma Witmer
- Layout : Yale Gracey
- Musique originale : Oliver Wallace[2],[3]
- Producteur : Walt Disney
- Société  de  production : Walt Disney Productions
- Société  de  distribution : RKO Radio Pictures
- Pays d'origine :  États-Unis
- Langue : Anglais américain
- Format : Couleur (Technicolor) — Son : Mono (RCA Sound System)
- Durée : 7 min 08 s[3]
- Dates de sortie :
  - États-Unis : 8 mars 1946

## Voix françaises
- Michel Beaune : le narrateur
- Roger Lumont : Les deux vendeurs (à l'apparence de Dingo)

## À noter
- Dans ce film, Dingo incarne tous les personnages[1].
- Ce court métrage comporte deux versions françaises différentes, une version française faite à l'époque respectant peu la version originale mais se révélant bien plus drôle et décalée que celle-ci ; et une version française redoublée pour l'occasion de la sortie en DVD de Merlin l'enchanteur, celle-ci, bien que proche de la version originale, se révèle bien morne et monotone.